# Dubplates & Mastering

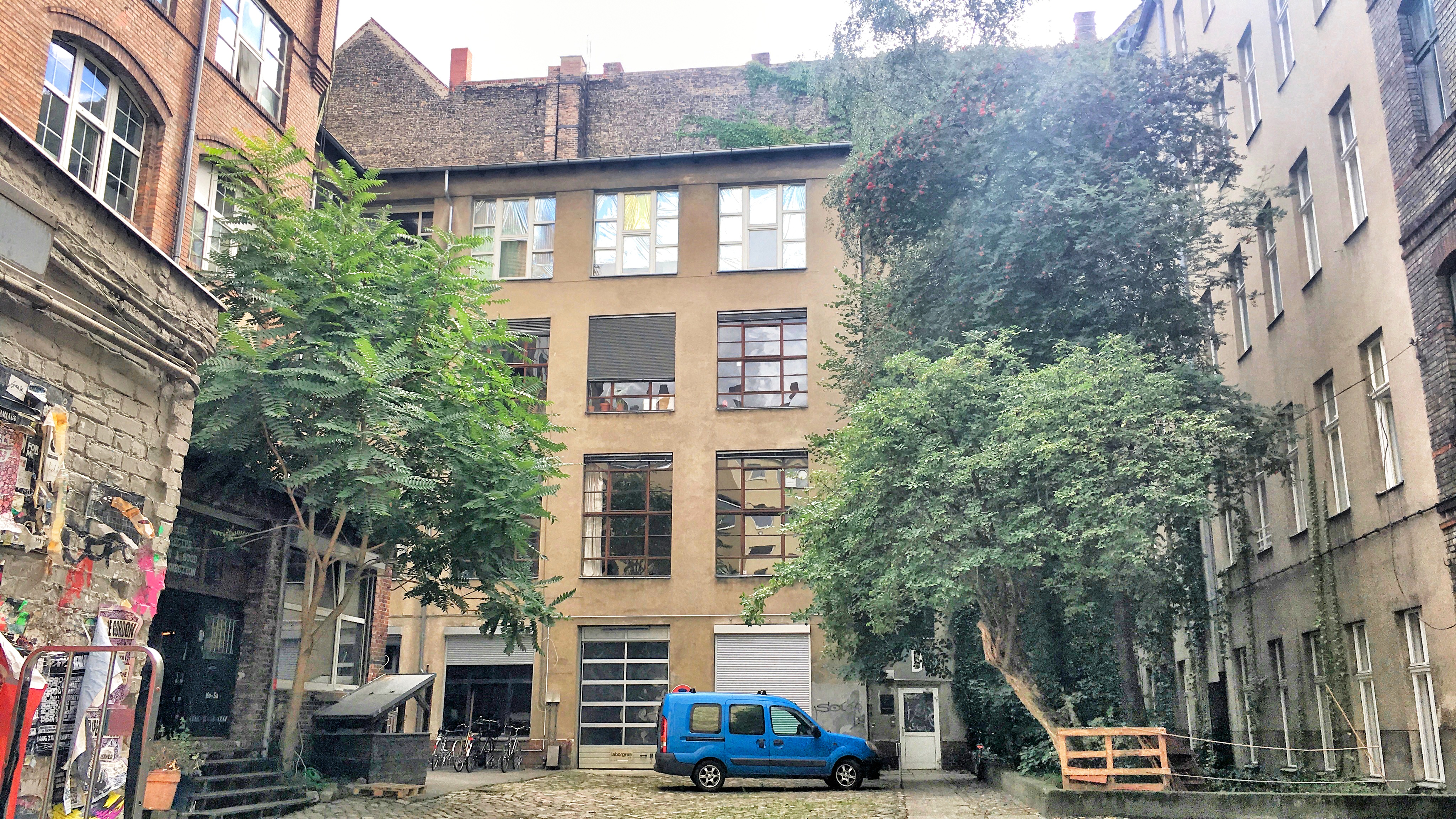
Hof des Studios in Berlin-Kreuzberg

Dubplates & Mastering (D&M) ist ein Studio für Audio-Mastering und Schallplattenschnitt in Berlin. Es wurde 2014 neben den Abbey Road Studios, Masterdisk, Metropolis oder Sterling Sound als eines der einflussreichsten Mastering Studios der Welt angesehen. Seit 2022 wurde das Unternehmen von Benjamin Ziel und Kassian von Troyer fortgeführt.

## Geschichte
Dubplates & Mastering wurde 1995 von den Musikern Mark Ernestus und Moritz von Oswald von Basic Channel gegründet, die – inspiriert durch die richtungsweisende Arbeit unabhängiger Masteringingenieure in den USA und Großbritannien – in Berlin ein eigenes Mastering- und Schallplattenschneidestudio einrichteten. Dieses Studio hat die elektronische Klubmusik in Deutschland und international geprägt und war Teil der Techno-Kultur.
Das Studio befand sich an der gleichen Adresse wie der ebenfalls von Mark Ernestus gegründete Schallplattenladen Hard Wax. Im Rahmen der Abrissarbeiten am Paul-Linke-Ufer 44a ist das Unternehmen fortan unter der Forster Straße 5 in Berlin-Kreuzberg zu finden.

## Werk
Dubplates & Mastering hat die Veröffentlichungen zahlreicher Künstler bearbeitet, darunter: 2raumwohnung, A Guy Called Gerald, Adrian Sherwood, Alvin Lucier, AMM, Anthony Shakir, Apparat, Baby Ford, Ben Frost, Ben Klock, Bernard Parmegiani, Boys Noize, British Murder Boys, Carl Craig, Carsten Nicolai, Chicks on Speed, Coldcut, Daniel Miller, Daphne Oram, Dizzee Rascal, DJ Hell, Drexciya, Fennesz, Fettes Brot, Francesco Tristano, Frank Bretschneider, Fünf Sterne deluxe, Gregory Isaacs, Hamid Drake, Hildur Guðnadóttir, Horace Andy, Iannis Xenakis, Jaki Liebezeit, Jeff Mills, Jim O’Rourke, Juan Atkins, Keiji Haino, Kraftwerk, Kruder & Dorfmeister, La Monte Young, Laibach, Lali Puna, Laurent Garnier, Laurie Spiegel, Lee Perry, Luc Ferrari, Luke Slater, Marcel Dettmann, Masami Akita, Master Musicians of Jajouka, Maximilian Hecker, Moderat, Modeselektor, Monolake, Mouse on Mars, Nicolas Jaar, Nils Frahm, Ólafur Arnalds, Oneohtrix Point Never, Orlando Voorn, Pan Sonic, Paul Kalkbrenner, Paul van Dyk, Peter Brötzmann, Pierre Schaeffer, Pole, Prinz Pi, Rammstein, Ricardo Villalobos, Richie Hawtin, Robert Hood, Ryūichi Sakamoto, Sigur Rós, Sofa Surfers, Stefan Goldmann, Stephen O’Malley, Surgeon, Theo Parrish, Thomas Brinkmann, Thomas Fehlmann, Tony Allen, Tosca, Vladislav Delay, Yello und Zeitkratzer.

## Künstlerisch-technische Mitarbeiter
- Andy Mellwig (1995–1998)
- Moritz von Oswald (1995–2008)
- Stefan Betke (1996–2000)
- Christoph Grote-Beverborg (1996–2020)
- Robert Henke (1996–1998)
- Rashad Becker (1997–2019)
- Helmut Erler (1998–2022)
- Andreas Lubich (1999–2012)
- Frederic Stader (2001–2011)
- Mike Grinser (2014–2021)
- Kassian Troyer (seit 2018)
- Anne Taegert (seit 2019)
- Ruy Mariné (seit 2022)

## Produkte
Digitale und analoge Audio-Master, Lackfolienschnitt für die Vinylherstellung, besondere Schnitttechniken mit halber Geschwindigkeit, Inside-Out-Cuts, Doppel- und Trippel-Rillen-Schnitte und Locked-Groove-Cuts, Digitalisierung und Restauration anspruchsvoller historischer Schallplatten zur Wiederveröffentlichung (Re-Issue) für Labels wie On-U Sound, Honest Jon’s oder Dub Store Records.